# Ca l'Esclopeter
|  | Aquest article tracta sobre Ca l'Esclopeter de Corçà. Vegeu-ne altres significats a «Ca l'Esclopeter (Colomers)». |

Ca l'Esclopeter és un mas situat al municipi de Corçà a la comarca catalana del Baix Empordà.